# Atsushi Nagai
Atsushi Nagai (jap. 永井 篤志 Nagai Atsushi; ur. 23 grudnia 1974) – japoński piłkarz występujący na pozycji pomocnika.

## Kariera klubowa
Od 1995 do 2011 roku występował w klubach Avispa Fukuoka, Sanfrecce Hiroszima, Montedio Yamagata, Vegalta Sendai i FC Ryukyu.